# Konkurs Młodych Kompozytorów im. Tadeusza Bairda
Konkurs Młodych Kompozytorów im. Tadeusza Bairda – organizowany jest corocznie od 1958 roku w Warszawie przez Związek Kompozytorów Polskich.
Główną nagrodę - Nagrodę im. Tadeusza Bairda - w wysokości 2500 dolarów z przeznaczeniem na dalsze studia kompozytorskie ufundowała Alina Sawicka-Baird, żona zmarłego kompozytora - Tadeusza Bairda. Wyróżnienia przyznaje zarząd ZKP.
Do 1990 roku przedmiotem konkursu był dowolny utwór trwający ponad 5 minut. Uczestnicy wspierani byli w pracy nad utworem 3-miesięcznym stypendium z Ministerstwa Kultury i Sztuki. Nagrodami były wyjazdy na stypendia zagraniczne i na festiwale muzyczne oraz bezpłatny pobyt na festiwalu muzyki współczesnej  Warszawska Jesień. Od 1990 roku ministerstwo nie przyznaje już stypendiów twórczych.
Od 1990 roku Konkurs im. Bairda jest otwarty dla wszystkich polskich kompozytorów, którzy w dniu jego zamknięcia nie ukończyli 35 lat. W każdym roku zmianie ulega rodzaj, skład, forma oraz czas trwania utworu. I Nagrodą nadal jest 2500 dolarów a dla wyróżnionych kompozytorów przewidziano hotel i abonament na wszystkie koncerty  Festiwalu Muzyki Współczesnej "Warszawska Jesień".

## Laureaci
- I Konkurs (1958)	 
  - Juliusz Łuciuk za utwór Szkic symfoniczny
- II Konkurs (1959)	 
  - Krzysztof Penderecki za utwór Strofy
- III Konkurs (1960)	 
  - Henryk Mikołaj Górecki za utwór Monologi I
- IV Konkurs (1961)	 
  - Romuald Twardowski za utwór Antifone per tre gruppi
- V Konkurs (1962)	 
  - I nagrody nie przyznano
- VI Konkurs (1963)	 
  - I nagrody nie przyznano
- VII Konkurs (1964)	 
  - I nagrody nie przyznano
- VIII Konkurs (1965)	 
  - Zbigniew Bargielski za utwór Parady
- IX Konkurs (1966)	 
  - Piotr Warzecha za utwór Ewolucje
- X Konkurs (1967)	 
  - I nagrody nie przyznano
- XI Konkurs (1968)	 
  - I nagrody nie przyznano
- XII Konkurs (1969)	 
  - Marian Sawa za utwór Assemblage
- XIII Konkurs (1970)	 
  - I nagrody nie przyznano
- XIV Konkurs (1971)	 
  - I nagrody nie przyznano
- XV Konkurs (1972)	 
  - Zbigniew Pniewski za utwór Muzyka
- XVI Konkurs (1973)	 
  - I nagrody nie przyznano
- XVII Konkurs (1974)	 
  - I nagrody nie przyznano
- XVIII Konkurs (1975)	 
  - Stanisław Moryto za utwór Nocturn
- XIX Konkurs (1976)	 
  - Sławomir Czarnecki za utwór Gradito per orchestra
- XX Konkurs (1977)	 
  - Ryszard Szeremeta za utwór Próżno płakać
- XXI Konkurs (1978)	 
  - Wiesława Alicja Garr za utwór Sura I
- XXII Konkurs (1979)	 
  - Paweł Szymański za utwór Gloria
- XXIII Konkurs (1980)	 
  - Paweł Buczyński za utwór Muzyka opadających liści
- XXIV Konkurs (1981)	 
  - Piotr Radko za utwór Poemat kontemplacji
- XXV Konkurs (1982)	 
  - I nagrody nie przyznano
- XXVI Konkurs (1983)	 
  - Katarzyna Bortkun za utwór De Caritate
- XXVII Konkurs (1984)	 
  - I nagrody nie przyznano
- XXVIII Konkurs (1986)	 
  - I nagrody nie przyznano
- XXIX Konkurs (1987)	 
  - Andrzej Dziadek za utwór Poemat symfoniczny
- XXX Konkurs (1988)	 
  - Wiesław Rentowski za utwór Wayang
- XXXI Konkurs (1989)	 
  - I nagrody nie przyznano
- XXXII Konkurs (1990)	 
  - I nagrody nie przyznano
- XXXIII Konkurs (1991)	 
  - I nagrody nie przyznano
- XXXIV Konkurs (1992)	 
  - ex aequo: Alicja Gronau za utwór Okna i Robert Kurdybacha za utwór Symfonia kameralna
- XXXV Konkurs (1993)	 
  - I nagrody nie przyznano
- XXXVI Konkurs (1994)	 
  - I nagrody nie przyznano
- XXXVII Konkurs (1995)	 
  - ex aequo: Marcin Bortnowski za utwór Kwartet smyczkowy i Adam Falkiewicz za utwór Po drugiej stronie słońca
- XXXVIII Konkurs (1996)	 
  - Wiesław Pluskota za utwór Trio na 3 klarnety i taśmy
- XXXIX Konkurs (1997)	 
  - Marcel Chyrzyński za utwór Ferragosto per tromba, pianoforte e batteria
- XL Konkurs (1998)	 
  - I nagrody nie przyznano
- XLI Konkurs (1999)	 
  - ex aequo: Aleksander Kościów za utwór Noc świętojańska i Bartosz Kowalski za utwór Studium przestrzeni
- XLII Konkurs (2000)	 
  - I nagrody nie przyznano
- XLIII Konkurs (2001)	 
  - ex aequo: Bartosz Kowalski za utwór Sny o przeobrażeniach materii i Daria Jabłońska za utwór Images of Broken Light
- XLIV Konkurs (2002)	 
  - I nagrody nie przyznano
- XLV Konkurs (2003)	 
  - ex aequo: Paweł Strzelecki za utwór Piano Quintet i Bartosz Kowalski za utwór Stadium
- XLVI Konkurs (2004)	 
  - I nagrody nie przyznano
  - II nagroda - Grzegorz Duchnowski za utwór Narzędzie ze światła
  - III nagroda - Agnieszka Stulgińska za utwór Spojrzenie światła
- XLVII Konkurs (2005)	 
  - ex aequo: Adrian Foltyn za utwór Son'tasy 2.1 i Dariusz Przybylski za utwór The Rest is Silence
- XLVIII Konkurs (2006)	 
  - I nagroda - Wojciech Blecharz za utwór dim
  - dwie równorzędne II nagrody: Sławomir Kupczak za utwór Lament i Artur Zagajewski za utwór Glassmusic-motet
- XLIX Konkurs (2007)	 
  - I nagroda ex aequo: Zofia Dowgiałło za utwór Turmalin i Łukasz Godyla za utwór Trzy spojrzenia na muzykę
  - II nagroda Dariusz Przybylski za utwór Drei Formen
- L Konkurs (2008)	 
  - I nagrody nie przyznano
  - dwie równorzędne II nagrody: Artur Zagajewski za utwór Liście i Marcin Zieliński za utwór Fuci
- LI Konkurs (2009)	 
  - I nagroda - Ignacy Zalewski za utwór Zutibure muzyka słowiańskiego lasu
  - dwie równorzędne II nagrody: Wojciech Błażejczyk za utwór Apnea i Michał Jakub Papara za utwór Moje strachy
- LII Konkurs (2010)	 
  - I nagroda - Wojciech Błażejczyk za utwór Exhorta
  - II nagroda - Magdalena Glocka za utwór Na krawędzi księżyca
- LIII Konkurs (2011) 
  - I nagroda - Piotr Tabakiernik za utwór Paroles gelees
- LIV Konkurs (2012) 
  - I nagroda ex aequo: Kamil Kosecki za utwór Muzyczna maszyna i Jakub Polaczyk za utwór Cosas que puderion ser